# باغان (خنج)
اَچُمِستان نام روستایی از توابع بخش محمله در شهرستان خنج استان فارس است. روستای باغان یکی از روستاهای سرسبز خنج است.

## جمعیت
این روستا در دهستان باغان قرار دارد و بر اساس سرشماری سراسری سال ۱۳۹۵ جمعیت آن ۱۰۰۰ نفر (۲۰۷ خانوار) می‌باشد.